# 新潟市新津地区市民会館
新津地区市民会館（にいつちくしみんかいかん）は、新潟県新潟市秋葉区の行政施設。大ホールを備えた施設として新津市時代の1973年（昭和48年）11月に開館したが、大ホール部分は2013年度に解体、会議室を残した施設として利用されていたが建物の老朽化により2024年（令和6年）3月31日で閉館となる。

## 大ホール
1973年にオープンしたが2013年度に解体された。
- 座席数
  - 固定：876席、可動：1000席（1階：1,000席、2階：876席）[4]
- 舞台
  - 間口：16 m、奥行き：8 m、高さ：3.65 m[4]

## 会議棟
- 鉄筋コンクリート造2階建他[5]
- 敷地面積：2,943.60 m2[5]
- 延床面積：1,749.58 m2[5]
- 各会議室
  - 第1会議室（228.20 m2）[5]
  - 第2会議室（99.35 m2）[5]
  - 第3会議室（51.32 m2）[5]
  - 第4会議室（37.04 m2）[5]